# Nationalstraße 49 (Algerien)
Die Nationalstraße 49 ist eine von West nach Ost verlaufende, 231 km lange Straßenverbindung im Nordosten von Algerien. Sie zweigt etwa 25 km südöstlich von Ghardaia von der Nationalstraße 1 ab und führt zur Nationalstraße 3, die sie 55 km östlich von Ouargla erreicht.
Sie führt nach 36 km südlich an Zelfana vorbei und erreicht nach weiteren 140 km östlich von Ouargla die Abzweigung zur Nationalstraße 56, die in nördlicher Richtung zur N 3 führt. 